# Котантен
Котантен (на френски: Cotentin; на нормански: Cotentîn) е полуостров в Нормандия, образуващ част от северозападното крайбрежие на Франция. Вдава се на северозапад в Ламанша. На запад от него са разположени Нормандските острови, а на югозапад е разположен полуостров Бретан. Полуостровът е разположен изцяло в границите на департамента Манш.

## География
Котантен е част от Армориканското възвишение и лежи между естуара на река Вир и залива на Мон Сен Мишел. Дели се на три части: издадената част Кап дьо ла Аг, равнината Котантен и долината на река Сер. Полуостровът образува главната част от департамента Манш. Южната му част, позната като льо Маре („Блатото“), преминава от изток на запад, от Сен Ло до Лесе и обозначава естествената граница с останалата част от Манш.
Най-големият град на полуострова е Шербур-Октевил на северния бряг и е голямо пристанище в канала.
Западният бряг на полуострова, познат като Кот дез Ил („Бряг на островите“), гледа към Нормандските острови. Ферибот свързва Картере и островите Джърси, Гърнзи и Олдърни с Фламанвил. Край източния бряг на полуострова се намира остров Татиу и островите Ил Сен Маркуф.
Най-старият камък във Франция е намерен в оголени скали на брега на Кап дьо ла Аг, на носа на полуострова.
В миналото Котантен за малко да бъде остров. Само малка ивица земя в пустошта на Лесе го е свързала с континента. Благодарение на т. нар. поточни порти, които се затварят при прилив и се отварят при отлив и които са построени в западната и източната част на Котантен, той е останал полуостров.
В северозападната част на полуострова се намират две системи от дюни: една, простираща се между Сиувил Аг и Вовил, и друга, простираща се между Кап Картере и Бобини.

## История

### Римска Арморика
Полуостровът съставлява част от римската географска област Арморика. Днешният град Кутанс, столица на галското племе венели, получава името Констанция през 298 г., по време на управлението на римския император Констанций I Хлор. Базата на полуострова, pagus Constantinus, се съединява с pagus Coriovallensis, защитаваща Шербур, като така се образува Котантен. При управлението на Каролингите той се администрира от виконти, членове на рода Сен Совьор.

### Средновековие
Ален I Велики († 907 г.) води успешна война срещу скандинваците. В резултат на завоеванията му, полуостров Котантен е включен в територията на херцогство Бретан след Компинеския договор от 867 г. с краля на франките. Херцозите на Бретан, обаче, търпят постоянни скандинавски и нормански нападения и скоро губят контрол на Котантен след 70 години политическо господство.
Междувременно викингите се заселват на Котантен през 9 и 10 век. Съществуват индикации за китоловна промишленост от 9 век, вероятно въведена от скандинавците. Те са последвани от англо-нормански и англо-датски народи, които се установяват като земеделци. Котантен става част от Нормандия в началото на 10 век. Много от топонимите произлизат от нордическия език. Те се познават по окончанията им: -tot, topt, -bec и други.
През 1088 г. Робер, херцог на Нормандия, феодализира Котантен, отдавайки земя на брат си, Хенри, който по-късно е коронован за крал на Англия. Хенри, като граф на Котантен, основава първата си база там.
По време на Стогодишната война крал Едуард III пристига в залива Ла Ог и след това отива до църквата Кетеу във Вал дьо Сер. Именно там Едуард III посвещава в рицарство сина си, Едуард, Черния принц. Близо до олтара стои паметна плоча.

### Съвременна история
Битката при Барфльор през 1692 г. се води при Сен Ва ла Уг близо до Барфльор в северозападната част на полуострова.
През Втората световна война част от сраженията на операция „Овърлорд“ се водят на Котантен. Най-западната част от десанта в Нормандия се провежда на плажа Юта, разположен в югоизточната част на полуострова. Десантът е последван от кампания за окупиране на полуострова и превземане на пристанищния град Шербур.

## Икономика
Основният икономически ресурс на полуострова е селското стопанство. Производството на млечни продукти и зеленчуци са най-развитите дейности. По крайбрежието все повече добива популярност развъждането на аквакултури. Сайдер и калвадос се произвеждат от местните ябълки и круши.
В региона се разположени две важни съоръжения за ядрената енергия. При Фламанвил има атомна електроцентрала, където се строи вторият в света Европейски реактор под налягане. При Ла Аг е разположен комплекс за преработване и съхранение на радиоактивни отпадъци. Съоръжението съдържа всички отпадъци от високо ниво на френската ядрена програма в голям подземно хранилище. Ядрената промишленост предоставя значителна част от заетостта в района. Пътищата, използвани за транспорт на радиоактивни отпадъци, са били блокирани много пъти в миналото от екологичните активисти на Грийнпийс. Местните групи за опазване на околната среда също изразяват загриженост относно нивата на радиация от охлаждащата вода на ядрените съоръжения, която после се източва в залива на Вовил. Все пак, изпусканата радиацията е няколко порядъка под нивото на естествената радиация и най-вероятно не представлява опасност.
В Шербур са разположени две важни военноморски корабостроителници. Държавната DCNS строи френски атомни подводници от 1960-те години насам. Частната CMD строи фрегати и патрулни кораби за различни страни, основно от Близкия Изток.
Туризмът също е важна икономическа дейност в региона. Много туристи посещават плажовете, на които се е провел съюзническия десант през Втората световна война, включително Юта на Котантен. В Сент Мер Еглиз на няколко километра от плажа има музей, честващ действията на 82-ра и 101-ва парашутни дивизии. В Шербур има музей на океанските и подводните обекти. Основната атракция е подводницата Редутабъл, която е първата френска атомна подводница, пусната на вода през 1967 г.

## Култура
След като напуска политическата сцена, Алексис дьо Токвил (1805 – 1859) се оттегля в семейното си имение Токвил, където пише голяма част от работите си.
Поради относителната си изолация, полуостровът е един от последните бастиони на норманския език. Френският поет Жак Превер се мести да живее в Омонвил ла Пьотит. Френският художник Жан-Франсоа Миле също е роден на полуострова.